# Beke
Beke (Bijekaw) – polski herb szlachecki z noblitacji.

## Opis herbu
W polu błękitnym skos złoty, obarczony trzema kręgami w skos, z których na dwóch skrajnych cień korony, na środkowej – cień lwa kroczącego. W klejnocie nad hełmem skrzydło z piórami na przemian złotymi i błękitnymi, obarczone skosem z godła.

## Najwcześniejsze wzmianki
Nadany Joachimowi de Beke 27 maja 1457, w Gdańsku.

## Herbowni
Beke – Bijekaw.